# Joanna Borowska-Isser
Joanna Borowska-Isser (* 10. Oktober 1959 in Warschau) ist eine polnisch-österreichische Kammersängerin (Sopran), Musikpädagogin und Universitätsprofessorin für Gesang.

## Werdegang
Borowska-Isser studierte an der Fryderyk-Chopin-Universität für Musik in Warschau bei Ada Sari, und nach Diplomierung zum Mag. art. im Jahre 1980 war sie bis 1982 im Opernstudio der Wiener Staatsoper tätig.
Von 1982 bis 1993 war sie Solistin an der Wiener Staatsoper und absolvierte Gastspiele an internationalen Opernhäusern, bei denen sie mit bekannten Dirigenten wie Claudio Abbado, Christoph von Dohnányi, Nikolaus Harnoncourt, Herbert von Karajan, Lorin Maazel, Zubin Mehta, Georges Prêtre, Horst Stein oder Sir Georg Solti zusammenarbeitete.
Ab 1993 war sie als freischaffende Künstlerin bei Opern- und Konzertveranstaltungen in Europa, Nord- und Südamerika sowie in Japan tätig. Engagements führten sie nach Wien, München, Hamburg, Frankfurt am Main, Berlin, Bonn, Mannheim, Pittsburgh, Mexiko-Stadt, Buenos Aires, Tokio, Seoul, Zürich, Bern, St. Gallen, Barcelona, Bilbao, Madrid, Toulouse, Rom und Florenz. Auch bei diversen Festspielen trat die Sängerin auf, wie bei den Salzburger Festspielen, den Bregenzer Festspielen, dem Festival
Maggio Musicale Fiorentino in Florenz, den Wiener Festwochen, dem Carinthischen Sommer oder beim Wratislavia Cantans in Breslau.
Joanna Borowska-Isser lebt in Graz, wo sie seit 2001 als Professorin an der Universität für Musik und darstellende Kunst tätig war. Dabei war sie bestrebt, ihre Bühnenerfahrung weiterzugeben und junge Talente im Gesangsunterricht zu fördern. 2017 wurde sie emeritiert.

## Repertoire (Auswahl)
- Marzelline in Fidelio von Ludwig van Beethoven
- Iphigénie in Iphigénie en Aulide von Christoph Willibald Gluck
- Nedda in Pagliacci von Ruggero Leoncavallo
- Fiordiligi in Così fan tutte von Wolfgang Amadeus Mozart
- Pamina in Die Zauberflöte von Wolfgang Amadeus Mozart
- Donna Anna in Don Giovanni von Wolfgang Amadeus Mozart
- Ilia in Idomeneo von Wolfgang Amadeus Mozart
- Mimi in La Bohème von Giacomo Puccini
- Marie in Die verkaufte Braut von Bedřich Smetana
- Die fünfte Magd in Elektra von Richard Strauss
- Gerhilde in Die Walküre von Richard Wagner
- Clarissa in Die drei Pintos von Carl Maria von Weber

## Auszeichnungen
- 1990: Berufstitel „Kammersängerin“
- 1998: Ritterkreuz des Ordens der Wiedergeburt Polens